# Pegasus World Cup
La Pegasus World Cup est une course hippique dont la première édition s’est tenue le 28 janvier 2017 sur l’hippodrome de Gulfstream Park à Hallandale Beach, Floride, aux États-Unis. Avec ses 12 millions de dollars d’allocation en 2017, portée à 16 millions par la suite, elle est alors la course hippique la mieux dotée au monde jusqu'en 2020 et la création de la Saudi Cup.

## Caractéristiques
C’est une course réservée aux chevaux de 4 ans et plus, disputée sur la distance de 1 800 mètres. Labellisée groupe 1, elle a pris dans le calendrier la place du Donn Handicap. La course doit son nom à la statue du cheval mythique Pégase, située à l’entrée de l’hippodrome de Gulfstream Park.
La particularité de la Pegasus World Cup tient à son système d’engagement : plusieurs mois avant l’épreuve, douze places sont mis en vente au prix d’un million de dollars chacune. Les écuries et les propriétaires peuvent acquérir une place sans pour autant engager un cheval précis, et sont libres par la suite d’engager un partant, ou de vendre, louer ou échanger leur place. Les 12 millions de dollars ainsi amassés sont répartis comme suit : 7 millions au vainqueur, 1,75 million au deuxième, 1 million au troisième, puis 250 000 dollars du quatrième au douzième. C’est l’homme d’affaires et propriétaire de chevaux canadien Frank Stronach qui est à l’initiative de cette course, dont il a proposé le principe en janvier 2016.
La première édition a été le cadre d'un affrontement en forme de revanche entre Arrogate et California Chrome, numéros 1 et 2 aux bilans mondiaux de 2016. Ils s'étaient affrontés dans la Breeders' Cup Classic 2016 où Arrogate avait devancé son aîné. Désavantagé par le pire numéro à la corde, le 12, California Chrome, le cheval le plus riche de l'histoire, ne pourra rien contre le triomphe d'Arrogate (qui lui ravit donc, et provisoirement, le titre de cheval le plus riche de la planète), et fera ainsi ses adieux à la compétition.
À partir de 2019, l'épreuve se dédouble avec la création d'une Pegasus World Cup Turf, courue sur 1 900 mètres puis 1 800 mètres, qui remplace le Gulfstream Park Turf Handicap. L'allocation s'en trouve naturellement divisée, avec 9 millions de dollars pour l'épreuve sur le dirt, et 7 millions pour celle se disputant sur le gazon puis est encore revue à la baisse par la suite, s'établissant respectivement à 3 millions et 1 million.

## Palmarès de la Pegasus World Cup
| Année | Vainqueur         | S/A | Pays       | Père             | Jockey            | Entraîneur     | Propriétaire                                       | Deuxième         | Troisième         | Temps   |
| ----- | ----------------- | --- | ---------- | ---------------- | ----------------- | -------------- | -------------------------------------------------- | ---------------- | ----------------- | ------- |
| 2024  | National Treasure | M.4 | États-Unis | Quality Road     | Flavien Prat      | Bob Baffert    | SF Racing, Starlight Racing, Madaket Stables & al. | Señpr Buscador   | Crupi             | 1'50"51 |
| 2023  | Art Collector     | M.6 | États-Unis | Bernardini       | Junior Alvarado   | Bill Mott      | Bruce Lunsford                                     | Defunded         | Stillleto Boy     | 1'49"44 |
| 2022  | Life is Good      | M.4 | États-Unis | Into Mischief    | Irad Ortiz, Jr.   | Todd Pletcher  | CHC Inc & WinStar Farm LLC                         | Knicks Go        | Stillleto Boy     | 1'48"91 |
| 2021  | Knicks Go         | M.5 | États-Unis | Paynter          | Joel Rosario      | Brad H. Cox    | Korea Racing Authorithy                            | Jesus' Team      | Independence Hall | 1'47"89 |
| 2020  | Mucho Gusto       | M.4 | États-Unis | Mucho Macho Man  | Irad Ortiz, Jr.   | Bob Baffert    | F. bin Khalid bin Abdulaziz Al Saud                | Mr Freeze        | War Story         | 1'48"85 |
| 2019  | City of Light     | M.5 | États-Unis | Quality Road     | Javier Castellano | W.M. McCarthy  | W. & S. Warren, Jr.                                | Seeking The Soul | Accelerate        | 1'47"71 |
| 2018  | Gun Runner        | M.5 | États-Unis | Candy Ride       | Florent Géroux    | Steve Asmussen | Winchell T'Breds LLC & Co                          | West Coast       | Gunnevera         | 1'47"41 |
| 2017  | Arrogate          | M.4 | États-Unis | Unbridled's Song | Mike E. Smith     | Bob Baffert    | Juddmonte Farms                                    | Shaman Ghost     | Neolithic         | 1'46"90 |

## Palmarès de la Pegasus World Cup Turf
| Année | Vainqueur          | S/A                | Pays       | Père             | Jockey           | Entraîneur       | Propriétaire                               | Deuxième        | Troisième         | Temps   |
| ----- | ------------------ | ------------------ | ---------- | ---------------- | ---------------- | ---------------- | ------------------------------------------ | --------------- | ----------------- | ------- |
| 2025  | Spirit of St Louis | Spirit of St Louis | États-Unis | Medaglia d'Oro   | Tyler Gaffalione | Chad Brown       | Madaket Stables, M. Dubb & R. Schermerhorn | Integration     | Chasing The Crown | 1'44"50 |
| 2024  | Warm Heart         | F. 4               | Irlande    | Galileo          | Ryan Moore       | Aidan O'Brien    | Coolmore                                   | I'm Very Busy   | Catnip            | 1'44"45 |
| 2023  | Atone              | H.6                | États-Unis | Into Mischief    | Irad Ortiz, Jr.  | Michael J. Maker | Three Diamonds Farm                        | Ivar            | Speaking Scout    | 1'46"19 |
| 2022  | Colonel Liam       | M.5                | États-Unis | Liam's Map       | Irad Ortiz, Jr.  | Todd Pletcher    | Robert E. & Lawana L. Low                  | Never Surprised | Space Traveller   | 1'49"95 |
| 2021  | Colonel Liam       | M.4                | États-Unis | Liam's Map       | Irad Ortiz, Jr.  | Todd Pletcher    | Robert E. & Lawana L. Low                  | Largent         | Cross Border      | 1'53"09 |
| 2020  | Zulu Alpha         | H.6                | Irlande    | Street Cry       | Tyler Gaffalione | Michael J. Maker | Michael Hui                                | Magic Wand      | Instilled Regard  | 1'51"60 |
| 2019  | Bricks and Mortar  | M.5                | États-Unis | Giant's Causeway | Irad Ortiz, Jr.  | Chad Brown       | Klaravic Stables & W.H. Lawrence           | Magic Wand      | Delta Prince      | 1'54"59 |